# Edward Bellamy
Edward Bellamy (n. 26 martie 1850, Chicopee⁠(d), Massachusetts, SUA – d. 22 mai 1898, Chicopee⁠(d), Massachusetts, SUA) a fost un autor american și socialist, cel mai cunoscut pentru romanul său distopic, Looking Backward, care se desfășoară în anul 2000. A avut o mare influență în timpul perioadei Gilded a istoriei americane. Looking Backward a fost a treia cea mai bine vândută carte din SUA în secolul al XIX-lea după Coliba unchiului Tom și Ben-Hur.

## Lucrări publicate
- Six to One, a Nantucket Idyl (New York, 1877)[11]
- Dr. Heidenhoff's Process (1880)
- Miss Ludington's Sister (1884)
- To Whom This May Come  (1888)
- Looking Backward (1888)
- Equality (1897)
- The Duke of Stockbridge (1900)

## Vezi și
- Istoria științifico-fantasticului